# P.S. 元気です。孝宏
『P.S. 元気です。孝宏』（ピーエス げんきですたかひろ）は、2013年10月13日から2022年10月24日まで、文化放送超!A&G+で放送されていたインターネットラジオ番組。パーソナリティは櫻井孝宏。

## 番組概要
構想に約2年半を掛けた櫻井初の単独番組で、自分の日常、好きなモノ・好きなコト、「今」感じているあらゆるトピックスを、リスナーメールを交えて語るトーク番組。番組では、"コレ、送ったら鬼盛り上がりそう!"という渾身の「鬼盛り上がるふつおた」、番組内でかけたいナイスなリクエスト曲を募集。

### 放送時間
- 超!A&G+（2013年10月13日 - 2022年10月24日）

毎週日曜日24:00-24:30
リピート放送（終了）
毎週土曜日13:30 - 14:00 （2014年1月11日 - 2015年4月4日）
毎週土曜日10:00 - 10:30 （2015年4月11日 - 2016年4月2日）
毎週土曜日11:30 - 12:00 （2016年4月9日 - 2018年9月29日）
2018年10月 番組改編のためリピート放送終了。

### アーカイブ配信
- YouTube（2020年4月6日-）

毎週月曜日昼頃、2週間無料配信
- ニコニコ動画（2020年4月6日-）

毎週月曜日昼頃「せかんどちょっと」チャンネルで会員限定配信（期間限定なし）2020年8月3日から本放送では紹介できなかったメールを紹介する「P.S.陰ながら元気です。孝宏」を配信。

### パーソナリティ
櫻井孝宏

### 提供
セカンドショット

### 出来事
- 毎週収録を基本としている。毎年、年末には番組関係者を交え2本録り収録をしている。
- 第12回（2013年12月29日）、第13回（2014年1月5日）放送分については「2本録りします」と第11回（2013年12月23日）放送中に発表された。それと同時に思いつきの言葉「鬼ワード」の募集が行われた[5]。
- 2014年6月は“櫻井孝宏 不惑月間”と銘打ち「不惑祝賀会2014」を第37回（2014年6月22日）、第38回（2014年6月29日）にて開催。第36回（2014年6月15日）放送にて発表と同時に「鬼ワード」の募集が行われた[6]。第63回（2014年12月21日）放送中に2本録り分の「鬼ワード」の募集が行われ、第64回（2014年12月28日）、第65回（2015年1月4日）にて鬼ワードトークが放送された。
- 第87回（2015年6月7日）放送はDVD企画で訪れたイタリアで収録されたものが映像付きで放送された。コーナーはお便りではなく同行スタッフから出題された。
- 第115回（2015年12月20日）放送中に2本録り分の「鬼盛り上がるふつおた」（件名に「2本録り」と記入）が募集され、第116回（2015年12月27日）に忘年会、第117回（2016年1月3日）に新年会が行われた。
- 第169回（2017年1月1日）放送・第170回（2017年1月8日）放送分は、2016年12月25日に2本録りされ「鬼盛り上げるふつおた」を読み上げ新年会が行われた。
- 第184回（2017年4月16日）放送時に翌第185回（2017年4月23日）と2本録りであることが公表され、番組公式ツイッターで櫻井自ら2本録りの謝罪を行った[7]。
- 第446回（2022年5月2日）櫻井が新型コロナウィルス感染によりお休み。スタッフ一同による、「P.S.元気です。いつメン」が放送された。
- 2022年9月26日、制作上の都合により第466回が再放送された。

### 突然の番組終了
- 第470回（2022年10月24日）放送分をもって、9年にわたって放送された番組を終了する事が放送の冒頭にて発表された。これに伴い番組公式Twitterは番組終了の報告など同日更新されたツイート以外削除され、番組公式ブログも削除された。
  - 10月26日に週刊文春が番組終了までの経緯を報じた[8]。櫻井と本番組の構成作家である色川奈津子は約10年程交際していたが、2022年9月に櫻井が既婚者であることが報じられ、櫻井が色川を不倫相手として見ていたことが判明しショックで倒れ病院に搬送され構成作家を引退、番組継続が不可能となり終了することとなったという。

### 番組ノベルティ
投稿メールには住所・氏名・ラジオネームの記入をお願いしている。おたよりが採用されるとオリジナルステッカーが進呈される。ステッカー画像をネットにアップすることは厳禁。
期間内に同ステッカーを3枚集めると、特別な記念品が贈られる。カウントは「ラジオネーム」のみで行われ、
Twitter企画P.S.元気マン大賞のステッカーは枚数にカウントされない。第433回にて、スタジオ収録観覧の招待を終了することが発表された。
- ゲンキマンステッカー
第29回（2014年4月27日）放送分採用のメールを以って配布終了。[10]
- メンノンマンステッカー
2014年5月11日開催「P.S.しゃべります。孝宏 vol.2」: 同日第31回（2014年5月11日）放送から配布開始[11]。第65回（2015年1月4日）放送分採用のメールを以って配布終了[12]。
- ガードマンステッカー
第66回（2015年1月11日）放送から配布開始。第90回（2015年6月28日）放送分採用のメールを以って配布終了[13]。
- 水飲みマンステッカー
第91回（2015年7月5日）放送から配布開始。第117回（2016年1月3日）放送分採用のメールを以って配布終了[14]。
- セクソマンステッカー
第118回（2016年1月10日）放送から配布開始[15]。第142回（2016年6月26日）放送分採用のメールを以って配布終了[16]。
- クルマンステッカー
第143回（2016年7月3日）放送から配布開始。第173回（2017年1月29日）放送分採用のメールを以って配布終了[17]。
- タリーマンステッカー
第174回（2017年2月5日）から配布開始[18]。第208回（2017年10月1日）放送分採用のメールを以って配布終了[19]。
- ガイセンマンステッカー
第209回（2017年10月8日）から配布開始[20]。第233回（2018年4月1日）放送分採用のメールを以って配布終了[21]。
- ろんはぁマンステッカー
第234回（2018年4月8日）から配布開始[22]。第263回（2018年10月28日）放送分採用のメールを以って配布終了[23]。
- チェンマンステッカー
第264回（2018年11月4日）から配布開始[24]。第285回（2019年3月31日）放送分採用のメールを以って配布終了[25]。
- 星稜マンステッカー 
第286回（2019年4月7日）から配布開始[26]。第315回（2019年10月27日）放送分採用のメールを以って配布終了？[27]
- ビーバマンステッカー
第316回（2019年11月3日）から配布開始[28]。第338回（2020年4月5日）放送分採用のメールを以って配布終了?[29]
- ディーグリーマンステッカー
第339回（2020年4月12日）から配布開始[30]。第368回（2020年11月1日）放送分採用のメールを以って配布終了。
- マイウーマンステッカー
第371回（2020年11月22日）から配布開始。第393回（2021年4月26日）放送分採用のメールを以って配布終了。
- きんにくまんステッカー
第394回（2021年5月3日）から配布開始。第420回（2021年11月1日）放送分採用のメールを以って配布終了。
- ニコオリーキッドマンステッカー
第421回（2021年11月8日）から配布開始。第454回（2022年6月27日）放送分採用のメールをもって配布終了。
- P.S.イツメンステッカー
第455回（2022年7月4日）から配布開始。

## 新コーナー
リスナーからの投稿を新コーナーとして紹介している。リスナーからの投稿ではない新コーナーは括弧書きにて表記。2本録り分について日時※にて表記。
| 第400回 | 2021年6月13日                      | - お誕生日おめでとう！のコーナー - 400回分のありがとうをリスナーのあなたにのコーナー - 冷静と情熱のあいなのコーナー - はっのコーナー                                                                                |
| 第401回 | 2021年6月21日 （ゲスト：前野智昭） | - ウィーラー完売のコーナー - よしなさい！のコーナー - 前略、辞めます。のコーナー |
| 第402回 | 2021年6月28日                      | - 新宿でチャオれるぜのコーナー - まじめか！のコーナー - 大胆娘のコーナー - 10歳あいてにやめなさいのコーナー |
| 第403回 | 2021年7月5日                       | - BodyFit!のコーナー - P.S.？のコーナー - うれぴよ〜のコーナー - そう、それもごちそうのコーナー |
| 第404回 | 2021年7月12日                      | - いつかご家族でおそろコーデできることを願っていますのコーナー - いけシャアシャアアズナブルのコーナー - でたーい‼︎のコーナー - レジ袋買えーいのコーナー                                                              |
| 第405回 | 2021年7月19日 （ゲスト:鈴村健一）  | - で、何するの？のコーナー - ソニックばーちゃんムーブのコーナー - あなたトム・クルーズって言うの？のコーナー |
| 第406回 | 2021年7月26日                      | - 兄さん、やっぱりリアタイだよのコーナー - ウィルのコーナー - 幼き姉弟船のコーナー - タイガー&ホースのコーナー |
| 第407回 | 2021年8月2日                       | - がんばれニッポン！のコーナー - あるぅー！のコーナー - 余計なナンのコーナー - うっせぇなのコーナー |
| 第408回 | 2021年8月9日                       | - 令和を翔ける先輩たちのコーナー - 兄、お前…！のコーナー - もう君は勇者だよのコーナー - あうんのクーラーのコーナー                                                                                                  |
| 第409回 | 2021年8月16日                      | - お母さん、お風呂入ろ！のコーナー - 0点であり100点のコーナー - お前じゃなきゃだめだのコーナー - CoCo壱行けー！のコーナー                                                                                           |
| 第410回 | 2021年8月23日                      | - それ言う必要あります？のコーナー - いいや、鍛えてるねのコーナー - 店長…のコーナー - すぐにひとりで食えなくなる時がくるのコーナー                                                                                  |
| 第411回 | 2021年8月30日                      | - 360度プロのコーナー - 大きく振り返らないでのコーナー - お父さん、もうちょっと待ってのコーナー - せ、先生だってきっとかわいいよのコーナー                                                                          |
| 第412回 | 2021年9月6日                       | - それがいい、それでいいのコーナー - やってけてるなら金メダルのコーナー - 鼻くそ…のコーナー - 速報です！のコーナー                                                                                                  |
| 第413回 | 2021年9月13日                      | - 「勇退」のコーナー - Uberの呼吸、Eatsの型のコーナー - ありえちゃダメのコーナー - 便利な世の中のコーナー |
| 第414回 | 2021年9月20日                      | - 便利と言えば靴下のコーナー - 見せてねぇよ！のコーナー - シャインマスカットをくださいのコーナー - 何を研究しとるん⁈のコーナー                                                                                      |
| 第415回 | 2021年9月27日                      | - 生涯ワイルドのコーナー（2通） - 稲田プロのコーナー - ハイプレッシャーのコーナー - だって拓哉だもん♡のコーナー |
| 第416回 | 2021年10月4日                      | - プロダクトノーツのコーナー（2通） - バブモンプレミアムのコーナー - それはボケですか？のコーナー - これだよこれのコーナー                                                                                          |
| 第417回 | 2021年10月11日                     | - マイヘッドフォンのコーナー - I manna be like "Unchi" のコーナー - 1+1=もう足さないのコーナー - 現場でおはヨーグルトのコーナー                                                                                     |
| 第418回 | 2021年10月18日                     | - ダンナTHE BESTのコーナー - 見習おう！のコーナー - これが後のブチャラティであるのコーナー - そなた、ばかぁ？のコーナー                                                                                             |
| 第419回 | 2021年10月25日                     | - お母さん、あったかいんだから〜のコーナー - もう、ショウガないなぁのコーナー - そのイス座らせてもらおうかなのコーナー - マソソソ・マソソソのコーナー                                                               |
| 第420回 | 2021年11月1日                      | - みんなは、もちろん、靴下だよね？のコーナー - 鬼殺隊からお越しの、冨岡義勇様〜のコーナー - プライドは捨てるべしのコーナー - アポロ、チョコベビー、つくんこのコーナー                                               |
| 第421回 | 2021年11月8日                      | - 俺はミドルボスぐらいでのコーナー - で、どうだった？のコーナー - で、で、どうだった？のコーナー - ぺこのぽこのぽこをびよーんのコーナー                                                                             |
| 第422回 | 2021年11月16日                     | - Be your selfのコーナー - ほどほどになのコーナー - ツークリックで帳消しだぁのコーナー - 待たせたな！番組DVD最新作の続報だよ！のコーナー                                                                            |
| 第423回 | 2021年11月22日 （ゲスト:鈴村健一） | - 双子と蠍座のおじんのコーナー - きっと呼ばれていたんだよのコーナー - これってもしかして入れ替わってる⁈のコーナー - ママー！のコーナー                                                                              |
| 第424回 | 2021年11月29日                     | - 常に保温しておかないといけないあれだよあれのコーナー - 何飲んだん？のコーナー - 脳内デブリ帯で漂っていますのコーナー - マキシマムザホワイティヘアーのコーナー                                                     |
| 第425回 | 2021年12月6日 （ゲスト:島﨑信長）  | - 瓦何枚？のコーナー |
| 第426回 | 2021年12月13日                     | - ちぢれたWiiのコーナー - D‼︎のコーナー - 髪切った？のコーナー - 朝一杯のココアのコーナー |
| 第427回 | 2021年12月20日                     | - ラジオひとつでin the skyのコーナー - SNS疲れストのコーナー - ブルータス、おじんにかのコーナー - トリプル広末！のコーナー                                                                                          |
| 第428回 | 2021年12月26日                     | - 「私たち」「僕たちは」「年賀状を卒業します。」「卒業します。」のコーナー - 感謝せいのコーナー - 俺は呪霊玉！のコーナー - はじめてのジューのコーナー                                                               |
| 第429回 | 2022年1月3日                       | - 田園のコーナー - じゃあ、いいじゃんのコーナー - 迷子の迷子のハトポッポのコーナー - ピノ…食べる？あーん。のコーナー                                                                                                |
| 第430回 | 2022年1月10日                      | - また来年もどうぞご挨拶くださいのコーナー - おかえり。がんばったねのコーナー - 世の中捨てたもんじゃないのコーナー（2通） - かく言う我々もその一派ですのコーナー                                                    |
| 第431回 | 2022年1月17日                      | - Oh…Sechi bonのコーナー - 聞こえとるでのコーナー - みんなで一緒にパン食べられるよのコーナー - ひとメロン惚れのコーナー                                                                                             |
| 第432回 | 2022年1月24日                      | - マママブタのコーナー - ジョブチェンおばーチェンのコーナー - 床の上の上顎のコーナー - 話してやれのコーナー |
| 第433回 | 2022年1月31日                      | - 無題のコーナー - 拝啓、母上殿のコーナー - 駅・ストーリーは突然にのコーナー（2通） - 歯ごころいなりしらずのコーナー（2通）                                                                                         |
| 第434回 | 2022年2月7日                       | - 父レコのコーナー - クソっ子のコーナー - 母オコのコーナー - 子オコのコーナー |
| 第435回 | 2022年2月14日                      | - バレンタインカットのコーナー - ブルース、おまえもかのコーナー - かまいたちどころではないのコーナー - 俺なら髑髏のコーナー                                                                                         |
| 第436回 | 2022年2月21日                      | - ハートフルレインガードマンのコーナー - Pray Payのコーナー - でもカリッとしておいしいよのコーナー - なんでも食っとけのコーナー                                                                                     |
| 第437回 | 2022年2月28日                      | - 先生、見てくれているんですか？のコーナー - かわいそう…のコーナー - シザーソンズのコーナー - キアヌはわかれのコーナー（2通）                                                                                       |
| 第438回 | 2022年3月7日                       | - ふたたびのザケルのコーナー - 今この時代だからこそのコーナー - 炎のパワープレーのコーナー（2通） - ああ、あれね、あれあれのコーナー                                                                                |
| 第439回 | 2022年3月14日                      | - ニュースはこうであれのコーナー - 回り道も大事な一歩のコーナー - 坂本・Ｄ・元親のコーナー - TOKIOすなのコーナー |
| 第440回 | 2022年3月21日                      | - そんなバナナのコーナー - バリ心なごむビューティJK B･K･B イーエッ！のコーナー - バックパンチフラワージュニアのコーナー - ホネホネロックのコーナー                                                                  |
| 第441回 | 2022年3月28日                      | - 電気止まれどもてなしの心そこにありのコーナー - ラヴ・ゲトー・フロム・カナダ＆アメリカ！のコーナー（2通） - かわいいは正義のコーナー - AところによりCのコーナー                                                    |
| 第442回 | 2022年4月4日                       | - 今日は1枠目にしてやるのコーナー - 春がチューリップを起こしたらロケットランチャーでキャンプ決めると思いきや鈴のドローンだったのコーナー（2通） - P.S.サービスです。父のコーナー - また推す日まで……のコーナー       |
| 第443回 | 2022年4月11日                      | - 大豆麦9丁目もありますか？のコーナー - さとる……のコーナー - 言うよねー！のコーナー - ゴッド先輩のコーナー |
| 第444回 | 2022年4月18日                      | - ハイセンス義務教育エイジのコーナー - アフレコだってのコーナー - 今の時代はよきのコーナー - もうやめちまえーのコーナー                                                                                             |
| 第445回 | 2022年4月25日                      | - ようこそ、新コーナーへのコーナー - その姿、目に浮かぶ。のコーナー - 金か⁉︎韓国ドラマか⁉︎のコーナー - 初回生産特典は何ブロですか？のコーナー                                                                         |
| 第446回 | 2022年5月2日                       | （募集された「櫻井さん話リクエスト」に答える形で放送） - 旅先などで見たルール - どんなゲームをされる？ - 差し入れ・食べ物エピソード - 1番好きなところ - 普段、話されていること - 禁止事項、取り扱い説明のようなもの |
| 第447回 | 2022年5月9日                       | - ムーンナイトもおもろいよのコーナー - ナイスネーミングですねぇのコーナー - 今の子はいいなぁのコーナー - ドM胸筋マッスルパワーのコーナー                                                                            |
| 第448回 | 2022年5月16日                      | - 友の活躍、己のゴン攻めのコーナー - ママはマッケンローのコーナー - こんなメールを待っていたよのコーナー - 鍛えるべき、父の鈍感力のコーナー                                                                         |
| 第449回 | 2022年5月23日                      | - 必要のない答え合わせのコーナー - 白湯はいいよなぁのコーナー - 口コミの仇のコーナー - 知るかー！のコーナー |
| 第450回 | 2022年5月30日                      | - ほか２つの穴が気になるのコーナー - デシベル100倍のコーナー - 1行目で決めた。のコーナー - 最初はグー、全員グーのコーナー                                                                                           |
| 第451回 | 2022年6月6日                       | - ツインズ・タイのコーナー - 50:50のコーナー - 悩ましかー！のコーナー - この世のラジオ全てで採用されるのコーナー |
| 第452回 | 2022年6月13日                      | - 48歳の冒険のコーナー - 48歳の親切のコーナー - 48歳の落とし物のコーナー - 48歳のいなり寿司のコーナー |
| 第453回 | 2022年6月20日                      | - ポーティinポーティ ブックイズポーティーのコーナー - みくじ、登れ、龍の如くのコーナー - で、誰なん？のコーナー - おばぁ、そりゃ苗じゃのコーナー                                                                    |
| 第454回 | 2022年6月27日                      | - 現地コーディネーターやりませんか？って言うかどこの海外ですか？のコーナー - 意図せず悪役ばかりですが何か？のコーナー - 他が気になるのコーナー - 朝方は特に臭うーチョのコーナー                                     |
| 第455回 | 2022年7月4日                       | - みそたーべたいっのコーナー - エンディングまで泣くんじゃないのコーナー - ワンモアタイム、ワンモアドリームのコーナー - カレーもしくはジュースのコーナー                                                             |
| 第456回 | 2022年7月11日                      | - ハンターチャンスのコーナー - 陰から本編へぶっとび採用のコーナー - 夏よおわれ、暑さ去れのコーナー - 許すまじのコーナー                                                                                             |
| 第457回 | 2022年7月18日                      | - 近年うんぬんはどうしたのコーナー - いいか、絶対ごみ捨てるなよのコーナー - 髙橋エッセイ、こう言うマインドに追い込まれて書いていますのコーナー - 宇宙イチのバランスのコーナー                                       |
| 第458回 | 2022年7月25日                      | - おばあちゃん。うちのステッカーが出品されてたら教えてください！のコーナー - 水面の一円のコーナー - そこは覚えれんのかいのコーナー - お前ら！のコーナー                                                             |
| 第459回 | 2022年8月1日                       | - 夏ですねのコーナー - かしこかしこまりましたかしこのコーナー - ルー、余し気味のコーナー - ともだち100匹できるかな？のコーナー                                                                                      |
| 第460回 | 2022年8月8日                       | - 他の球団が乗っかりはじめてるよのコーナー - や〜ね〜のコーナー - これもやーねーのコーナー - 買ってみては？のコーナー                                                                                               |
| 第461回 | 2022年8月15日                      | - たいへんよくできました！のコーナー - たまにまるめ、ごっくんだのコーナー - 邪魔じゃよドレミのコーナー - ドラマチック終電のコーナー                                                                                 |
| 第462回 | 2022年8月22日                      | - 一生に一度のバルスのコーナー - 逆に来てもらうのはいかがでしょうのコーナー - 印象は変わりますのコーナー - やるか、やられるかのコーナー                                                                             |
| 第463回 | 2022年8月29日                      | - 犬だって落ちつきたいのコーナー - パリの影響力のコーナー - 人生100週目のガキのコーナー - 友だち会えた？のコーナー                                                                                                  |
| 第464回 | 2022年9月4日                       | - 優しい世界のコーナー - はよ帰れのコーナー - いずれ何にもなれなくなるんだよのコーナー - 夏おわった！のコーナー |
| 第465回 | 2022年9月12日                      | - 大変すぎて住所ないですよのコーナー - ママバースのコーナー - で、結局、食べたの？のコーナー - 肋骨！のコーナー |
| 第466回 | 2022年9月19日                      | - おいしいだけじゃダメですか？のコーナー - 白滝ばっか食ってるからだぞのコーナー - 今年のクリスマスはみんなガリガリのコーナー - 既読無視のコーナー                                                                   |
| 第466回 | 2022年9月26日                      | - 再放送の為、同上。 |
| 第467回 | 2022年10月3日                      | - スタンドプレイのコーナー - 父、おつかれのコーナー - いいか、絶対に嗅ぐなよのコーナー - そうなるとぽちゃおもそう見えてくるのコーナー                                                                               |
| 第468回 | 2022年10月9日                      | - どないやねんWhyやねんのコーナー - 小さなプライド大きな視力のコーナー - それにもきき湯？のコーナー - 意外と見られてますよのコーナー                                                                                |
| 第469回 | 2022年10月17日                     | - 気球に乗ってコスモでものコーナー - もしメモ以外に何か入っていたらのコーナー - ベジマイトはどうですかのコーナー - ハッとしてスンッのコーナー                                                                       |
| 第470回 | 2022年10月24日                     | - 最終回 |

## 挿入曲
- 第1回 （2013年10月13日） サヨナラゲーム / 渡邊優子
- 第2回 （2013年10月20日） バースデイ ボーイ / 渡辺満里奈
- 第3回 （2013年10月27日） Wave Rush / 春畑道哉
- 第4回 （2013年11月3日） 秋のIndication / 南野陽子
- 第5回 （2013年11月10日） 絶体絶命 / 山口百恵
- 第6回 （2013年11月17日） MAYBE BABY / L⇔R
- 第7回 （2013年11月24日） Virgin Snow / ribbon
- 第8回 （2013年12月1日） うみ / 真心ブラザーズ
- 第9回 （2013年12月8日） KANのChristmas Song / KAN
- 第10回（2013年12月15日） 雪が降る町 / ユニコーン
- 第11回（2013年12月23日） THE CHRISTMAS SONG / 広瀬香美
- 第12回（2013年12月29日） ぶぁいYaiYai / いんぐりもんぐり
- 第13回（2014年1月5日） 番組内でかけたいナイスな曲はお休み
- 第14回（2014年1月12日） Be cool! / 野猿
- 第15回（2014年1月19日） ZUTTO / 永井真理子
- 第16回（2014年1月26日） Superstar / くるり
- 第17回（2014年2月2日） 恋するカレン / 大瀧詠一
- 第18回（2014年2月9日） Your Voice / 中塚武 with 土岐麻子
- 第19回（2014年2月16日） 浪漫飛行 / 米米CLUB
- 第20回（2014年2月23日） 部屋とYシャツと私 / 平松愛理
- 第21回（2014年3月2日） 眠レナイ夜ハ眠ラナイ夢ヲ / 柴咲コウ
- 第22回（2014年3月9日） 大空と大地の中で / 松山千春
- 第23回（2014年3月16日） 亡き王女のためのパヴァーヌ / モーリス・ラヴェル（作曲）、辻井伸行（演奏）
- 第24回（2014年3月23日） 明日、春が来たら / 松たか子
- 第25回（2014年3月30日） すばらしい日々 / ユニコーン
- 第26回（2014年4月6日） 夏をあきらめて / 研ナオコ
- 第27回（2014年4月13日） 薔薇は美しく散る / LAREINE
- 第28回（2014年4月20日） 初恋 / 村下孝蔵
- 第29回（2014年4月27日） 月がとっても青いから / 氷川きよし
- 第30回（2014年5月4日） 天使達の歌 / 坂本サトル
- 第31回（2014年5月11日） WAKU WAKUさせて / 中山美穂
- 第32回（2014年5月18日） Precious Junk / 平井堅
- 第33回（2014年5月25日） 優しくなりたい / 森口博子
- 第34回（2014年6月1日） 風になりたい / THE BOOM
- 第35回（2014年6月8日） 田園 / 玉置浩二
- 第36回（2014年6月15日） あの娘とスキャンダル / チェッカーズ
- 第37回（2014年6月22日） 番組内でかけたいナイスな曲はお休み
- 第38回（2014年6月29日） 番組内でかけたいナイスな曲はお休み
- 第39回（2014年7月6日） 巡恋歌 / 長渕剛
- 第40回（2014年7月13日） Happy birthday / YUKA
- 第41回（2014年7月20日） 木綿のハンカチーフ / 太田裕美
- 第42回（2014年7月20日） 夏のクラクション / 稲垣潤一
- 第43回（2014年8月3日） ラジオ体操第一
- 第44回（2014年8月10日） はしれちょうとっきゅう / 小室由美
- 第45回（2014年8月17日） どか〜ん / THE 真心ブラザーズ
- 第46回（2014年8月24日） 愛燦燦 / 美空ひばり
- 第47回（2014年8月31日） ムーンライト伝説 / DALI
- 第48回（2014年9月7日） 時代 / 中島みゆき
- 第49回（2014年9月14日） 若者たち / ザ・ブロードサイド・フォー
- 第50回（2014年9月21日） 酒と泪と男と女 / 河島英五
- 第51回（2014年9月28日） TRUTH / T-SQUARE
- 第52回（2014年10月5日） Romanticが止まらない / C-C-B
- 第53回（2014年10月12日） フレンズ / レベッカ
- 第54回（2014年10月19日） 少女S / SCANDAL
- 第55回（2014年10月26日） 星影のワルツ / 千昌夫
- 第56回（2014年11月2日） ファイト! / 中島みゆき
- 第57回（2014年11月9日） まちぶせ / 三木聖子
- 第58回（2014年11月16日） 恋人よ / 五輪真弓
- 第59回（2014年11月23日） シンデレラ・ハネムーン / 岩崎宏美
- 第60回（2014年11月30日） あなたに逢いたくて～Missing You～ / 松田聖子
- 第61回（2014年12月7日）  When You Wish upon a Star（星に願いを）
- 第62回（2014年12月15日） クリスマスキャロルの頃には / 稲垣潤一
- 第63回（2014年12月21日） 見上げてごらん夜の星を / Re:Japan
- 第64回（2014年12月28日） 番組内でかけたいナイスな曲はお休み
- 第65回（2015年1月4日） 番組内でかけたいナイスな曲はお休み
- 第66回（2015年1月11日） オー・シャンゼリゼ / ザ・ピーナッツ
- 第67回（2015年1月18日） ガンダーラ / ゴダイゴ
- 第68回（2015年1月25日） 異邦人 / 久保田早紀
- 第69回（2015年1月31日） 雨やどり（ライブver） / さだまさし
- 第70回（2015年2月8日） I am a father / 浜田省吾
- 第71回（2015年2月15日） Darling / 西野カナ
- 第72回（2015年2月22日） 君は人のために死ねるか / 杉良太郎
- 第73回（2015年3月1日） 花 / 石嶺聡子
- 第74回（2015年3月8日） TOMORROW / 岡本真夜
- 第75回（2015年3月15日） 道 / EXILE
- 第76回（2015年3月22日） CHA-LA HEAD-CHA-LA / 影山ヒロノブ
- 第77回（2015年3月29日） サンライズ（スタン・ハンセンの入場曲） / スペクトラム
- 第78回（2015年4月5日） ハートスランプ二人ぼっち / 円広志
- 第79回（2015年4月12日） にじのむこうに / 茂森あゆみ・速水けんたろう
- 第80回（2015年4月19日） 犬のうた～ありがとう～ / エイジアエンジニア
- 第81回（2015年4月27日） 悪女 / 中島みゆき
- 第82回（2015年5月3日） ああ上野駅 / 氷川きよし
- 第83回（2015年5月10日） Happy Birthday / 尾崎亜美
- 第84回（2015年5月17日） 瑠璃色の地球 / 松田聖子
- 第85回（2015年5月24日） EQUALロマンス / CoCo
- 第86回（2015年5月31日） マイ・ウェイ / 布施明
- 第87回（2015年6月7日） 戯言、ぼやき / 櫻井孝宏（番組内でかけたいナイスな曲はお休み）
- 第88回（2015年6月14日） SUPER GIRL / 岡村靖幸
- 第89回（2015年6月21日） いい日旅立ち / 山口百恵
- 第90回（2015年6月28日） LA・LA・LA LOVE SONG / 久保田利伸
- 第91回（2015年7月5日） DEAR FRIENDS / PERSONZ
- 第92回（2015年7月12日） 抱きしめてTONIGHT / 田原俊彦
- 第93回（2015年7月19日） お久しぶりね / 小柳ルミ子
- 第94回（2015年7月26日） 紅 / X
- 第95回（2015年8月2日） ミッドナイト・シャッフル / 近藤真彦
- 第96回（2015年8月9日） よさこい鳴子踊り / 都はるみ
- 第97回（2015年8月16日） 番組内でかけたいナイスな曲はお休み
- 第98回（2015年8月23日） ロンリーチャップリン / 鈴木聖美 with Rats&Star
- 第99回（2015年8月30日） 番組内でかけたいナイスな曲はお休み
- 第100回（2015年9月6日） キラキラ / 小田和正
- 第101回（2015年9月13日） Get Wild / TM NETWORK
- 第102回（2015年9月20日） Blurry Eyes / L'Arc〜en〜Ciel
- 第103回（2015年9月27日） 15の夜 / 尾崎豊
- 第104回（2015年10月4日） 25才 / 堂島孝平
- 第105回（2015年10月11日） 月がとっても青いから / 美空ひばり
- 第106回（2015年10月18日） 銃爪 / 世良公則&ツイスト
- 第107回（2015年10月25日） ソウルお父さん / MEN'S 5
- 第108回（2015年11月1日） ロックンロール / くるり
- 第109回（2015年11月8日） 愛撫 / 中森明菜
- 第110回（2015年11月15日） やさしさに包まれたなら / May J.
- 第111回（2015年11月22日） 心の旅 / 財津和夫
- 第112回（2015年11月29日） チキンライス / 浜田雅功と槇原敬之
- 第113回（2015年12月6日） メモリーグラス / 堀江淳
- 第114回（2015年12月13日） 春咲小紅 / 矢野顕子
- 第115回（2015年12月20日） 星空のディスタンス / THE ALFEE
- 第116回（2015年12月27日） 番組内でかけたいナイスな曲はお休み
- 第117回（2016年1月3日） 番組内でかけたいナイスな曲はお休み
- 第118回（2016年1月10日） マイペース / SunSet Swish
- 第119回（2016年1月17日） 未来へ / Kiroro
- 第120回（2016年1月24日） さよならの向う側 / 山口百恵
- 第121回（2016年1月31日） なごり雪 / イルカ (歌手)
- 第122回（2016年2月7日） はじめてのチュウ / あんしんパパ
- 第123回（2016年2月14日） My Revolution / 渡辺美里
- 第124回（2016年2月21日） Some Day My Prince Will Come / 米良美一
- 第125回（2016年2月28日） すみれの花咲く頃 / 米良美一
- 第126回（2016年3月6日） 上を向いて歩こう / フランク永井
- 第127回（2016年3月13日） 2億4千万の瞳 / 郷ひろみ
- 第128回（2016年3月20日） CAN YOU CELEBRATE? / 安室奈美恵
- 第129回（2016年3月27日） 君といつまでも / カールスモーキー石井
- 第130回（2016年4月3日） ハルジオンが咲く頃 / 乃木坂46
- 第131回（2016年4月10日） 燃えてヒーロー / 沖田浩之
- 第132回（2016年4月17日） Butter-Fly / 和田光司
- 第133回（2016年4月24日） ココロのちず / BOYSTYLE
- 第134回（2016年5月1日） Butterfly / 木村カエラ
- 第135回（2016年5月8日） 永遠の胸 / 尾崎豊
- 第136回（2016年5月15日） 未来予想図II / DREAMS COME TRUE
- 第137回（2016年5月22日） Choo Choo TRAIN / EXILE
- 第138回（2016年5月29日） 番組内でかけたいナイスな曲はお休み
- 第139回（2016年6月5日） LOVER / AAA
- 第140回（2016年6月12日） バラ色の日々 / THE YELLOW MONKEY
- 第141回（2016年6月19日） 晴れたらいいね / DREAMS COME TRUE
- 第142回（2016年6月26日） YATTA! / はっぱ隊
- 第143回（2016年7月3日） 夢で逢えたら / ラッツ&スター
- 第144回（2016年7月10日） だいじょうぶ / BLUE ENCOUNT
- 第145回（2016年7月17日） ありがとう / いきものがかり
- 第146回（2016年7月24日） 夏祭り / Whiteberry
- 第147回（2016年7月31日） Shangri-La / 電気グルーヴ
- 第148回（2016年8月7日） ロックリバーへ / 大杉久美子
- 第149回（2016年8月14日） BLUE TEARS / JUDY AND MARY
- 第150回（2016年8月21日） 空も飛べるはず / スピッツ
- 第151回（2016年8月28日） 決意の朝に / Aqua Timez
- 第152回（2016年9月4日） PRISON MANSION / ポルノグラフィティ
- 第153回（2016年9月11日） リルラリルハ / 木村カエラ
- 第154回（2016年9月18日） やつらの足音のバラード / ちのはじめ
- 第155回（2016年9月25日） それぞれ歩き出そう / 阿部真央
- 第156回（2016年10月2日） また逢う日まで / 尾崎紀世彦
- 第157回（2016年10月9日） 荒城の月 / 竹田市少年少女合唱団
- 第158回（2016年10月16日） 渋谷で5時 / 鈴木雅之&菊池桃子
- 第159回（2016年10月23日） 原宿6:00集合 / モーニング娘。
- 第160回（2016年10月30日） 東京は夜の七時 / ピチカート・ファイヴ
- 第161回（2016年11月6日） だんご3兄弟
- 第162回（2016年11月13日） 友情 / 中島みゆき
- 第163回（2016年11月20日） ホネホネロック / 子門真人
- 第164回（2016年11月27日） ウィーアー! / きただにひろし
- 第165回（2016年12月4日） できっこないを やらなくちゃ / サンボマスター
- 第166回（2016年12月11日） きのこの唄 / きのこオールスターズ
- 第167回（2016年12月18日） 夢にエール!パティシエール♪ / 五條真由美
- 第168回（2016年12月25日） 結 -ゆい- / miwa
- 第169回（2017年1月1日） 番組内でかけたいナイスな曲はお休み
- 第170回（2017年1月8日） 番組内でかけたいナイスな曲はお休み
- 第171回（2017年1月15日） MIDNIGHT☆BUTTERFLY / フェロ☆メン
- 第172回（2017年1月22日） RASPBERRY DREAM / レベッカ
- 第173回（2017年1月29日） Beginner / AKB48
- 第174回（2017年2月5日） 最後までII / Aqua Timez
- 第175回（2017年2月12日） 英雄 / doa
- 第176回（2017年2月19日） Driver's High / L'Arc〜en〜Ciel
- 第177回（2017年2月26日） ピンヒールサーファー / SCANDAL
- 第178回（2017年3月5日） ループ / 坂本真綾
- 第179回（2017年3月12日） 待つわ / あみん
- 第180回（2017年3月19日） オラはにんきもの / 野原しんのすけ
- 第181回（2017年3月26日） ひこうき雲 / 雪村いづみ
- 第182回（2017年4月2日） キューティーハニー / 前川陽子
- 第183回（2017年4月9日） 卒業-GRADUATION- / 菊池桃子
- 第184回（2017年4月16日） 東京ブギウギ / 笠置シヅ子
- 第185回（2017年4月23日） Fool On The Planet (青く揺れる惑星に立って) / TM NETWORK
- 第186回（2017年4月30日） サクラミチ / 東方神起
- 第187回（2017年5月7日） My wedding song / ポルノグラフィティ
- 第188回（2017年5月14日） 六甲颪 / 唐渡吉則
- 第189回（2017年5月21日） クルクルミラクル / 篠原ともえ
- 第190回（2017年5月28日） 失恋レストラン / 清水健太郎
- 第191回（2017年6月4日） 番組内でかけたいナイスな曲はお休み
- 第192回（2017年6月11日） Lies and Truth / L'Arc〜en〜Ciel
- 第193回（2017年6月18日） 悲しい酒 / 美空ひばり
- 第194回（2017年6月25日） 狙いうち / 山本リンダ
- 第195回（2017年7月2日） 羯徒毘ロ薫'狼琉 / 横浜銀蝿
- 第196回（2017年7月9日） たなばたさま
- 第197回（2017年7月16日） ナツノハナ / JUJU
- 第198回（2017年7月23日） SUMMER DREAM / TUBE
- 第199回（2017年7月30日） SWEET MEMORIES / 松田聖子
- 第200回（2017年8月6日） 夏の決心 / 大江千里
- 第201回（2017年8月13日） ワイワイワールド / 水森亜土、こおろぎ'73
- 第202回（2017年8月20日） あたしの向こう / aiko
- 第203回（2017年8月27日） 花の首飾り / ザ・タイガース
- 第204回（2017年9月3日） 嘘と未来と / 入野自由
- 第205回（2017年9月10日） 安里屋ユンタ（沖縄民謡）
- 第206回（2017年9月17日） 羞恥心 / 羞恥心
- 第207回（2017年9月24日） VALENTI / BoA
- 第208回（2017年10月1日） CAN YOU CELEBRATE? / 安室奈美恵
- 第209回（2017年10月8日） LA・LA・LA LOVE SONG （ピアノver.） / 吉田弥生
- 第210回（2017年10月15日） Shinin' My Life / m.c.A・T
- 第211回（2017年10月22日） センチメンタル・ジャーニー / 松本伊代
- 第212回（2017年10月29日） HOT LIMIT / T.M.Revolution
- 第213回（2017年11月5日） ヒカリヘ / miwa
- 第214回（2017年11月12日） (RE)PLAY / 三浦大知
- 第215回（2017年11月19日） PIECES OF A DREAM / CHEMISTRY
- 第216回（2017年11月26日） ロマンティックあげるよ / 橋本潮
- 第217回（2017年12月4日） 世界が終わる夜に / チャットモンチー
- 第218回（2017年12月10日） 居酒屋 / 木の実ナナ＆五木ひろし
- 第219回（2017年12月17日） 新世紀のラブソング / ASIAN KUNG-FU GENERATION
- 第220回（2017年12月24日） クリスマスなんて大嫌い!! なんちゃって♥ / クレイジーケンバンド
- 第221回（2018年1月7日） 花は咲く / 指田郁也
- 第222回（2018年1月14日） Hero / 安室奈美恵
- 第223回（2018年1月21日） 走れ! / ももいろクローバーZ
- 第224回（2018年1月28日） 浪花節だよ人生は / 細川たかし
- 第225回（2018年2月4日） WHITE BREATH / T.M.Revolution
- 第226回（2018年2月11日)  DANZEN! ふたりはプリキュア /五條真由美
- 第227回（2018年2月18日） きよしのズンドコ節 / 氷川きよし
- 第228回（2018年2月25日） TOMORROW / 岡本真夜
- 第229回（2018年3月4日） 違う、そうじゃない / 鈴木雅之
- 第230回（2018年3月11日） でたらめな歌 / 爆チュー問題
- 第231回（2018年3月18日） ルパン三世'80 / 大野雄二
- 第232回（2018年3月25日） 情けねえ / とんねるず
- 第233回（2018年4月1日） Get up Lucy / THEE MICHELLE GUN ELEPHANT
- 第234回（2018年4月8日） またあえる日まで / ゆず
- 第235回（2018年4月15日） サライ 若大将50年!ver. / 加山雄三＆谷村新司
- 第236回（2018年4月22日） 卒業 / 尾崎豊
- 第237回（2018年4月29日） Oh!! / 少年隊
- 第238回（2018年5月6日） JUST COMMUNICATION / TWO-MIX
- 第239回（2018年5月13日） 小さな掌 / Aqua Timez
- 第240回（2018年5月20日） ジターバグ / ELLEGARDEN
- 第241回（2018年5月27日） 西城秀樹 / 走れ正直者
- 第242回（2018年6月3日） あかん / ティーナ・カリーナ
- 第243回（2018年6月10日） だまって俺について来い / 天童よしみ
- 第244回（2018年6月17日） 永遠に / ゴスペラーズ
- 第245回（2018年6月24日） Smoky / Char
- 第246回（2018年7月1日） ロンリーチャップリン / 鈴木聖美 with Rats&Star
- 第247回（2018年7月8日） 番組内でかけたいナイスな曲はお休み
- 第248回（2018年7月15日） U.S.A. / DA PUMP
- 第249回（2018年7月22日） 燃えてヒーロー / 竹本孝之
- 第250回（2018年7月29日） Sunny Day Sunday / センチメンタル・バス
- 第251回（2018年8月5日） SPIRIT / PAMELAH
- 第252回（2018年8月12日） キン肉マンGo Fight! / 串田アキラ
- 第253回（2018年8月19日） EZ DO DANCE / TRF[37]
- 第254回（2018年8月26日） ピタゴラスイッチ オープニングテーマ / 栗コーダーカルテット
- 第255回（2018年9月2日） ハミングがきこえる / カヒミ・カリィ
- 第256回（2018年9月9日） ワインレッドの心Live ver. / 安全地帯
- 第257回（2018年9月16日） Don't wanna cry / 安室奈美恵
- 第258回（2018年9月23日） 誰より好きなのに / 古内東子
- 第259回（2018年9月30日） 壊れかけのRadio / 徳永英明
- 第260回（2018年10月7日） TRUE LOVE / 藤井フミヤ
- 第261回（2018年10月14日） 大都会 / クリスタルキング
- 第262回（2018年10月21日） OMENS OF LOVE / T-SQUARE
- 第263回（2018年10月28日） ウマーベラス / MONKEY MAJIK×サンドウィッチマン
- 第264回（2018年11月4日） 愛のために / 奥田民生
- 第265回（2018年11月11日） じょいふる / いきものがかり
- 第266回（2018年11月18日） 未来予想図II / DREAMS COME TRUE
- 第267回（2018年11月25日） Merry Christmas Mr.Lawrence / 坂本龍一
- 第268回（2018年12月2日） さよなら 大好きな人 / 花*花
- 第269回（2018年12月9日） DA.YO.NE / EAST END×YURI
- 第270回（2018年12月16日） メジャーデビュー / NakamuraEmi
- 第271回（2018年12月24日） 番組内でかけたいナイスな曲はお休み
- 第272回（2018年12月30日） 番組内でかけたいナイスな曲はお休み
- 第273回（2019年1月6日） 番組内でかけたいナイスな曲はお休み
- 第274回（2019年1月13日）番組内でかけたいナイスな曲はお休み
- 第275回（2019年1月20日） Prime Sunday / Team P.S.元気です。孝宏
- 第276回（2019年1月27日）浪花恋しぐれ/都はるみ・岡千秋
- 第277回（2019年2月3日）進め！ゴレンジャー/ささきいさお 堀江美都子
- 第278回（2019年2月10日）影踏み/一青窈
- 第279回（2019年2月17日）かもめが翔んだ日/渡辺真知子
- 第280回（2019年2月24日）ナンダカンダ/藤井隆
- 第281回（2019年3月3日）RUNNING TO HORIZON/小室哲哉
- 第282回（2019年3月10日）DAYS/L⇔R
- 第283回（2019年3月17日）お世話になりました/井上順
- 第284回（2019年3月24日）DO-DO FOR ME/知念里奈
- 第285回（2019年3月31日）栄冠は君に輝く（インストver）
- 第286回（2019年4月7日）月光花/Janne Da Arc
- 第287回（2019年4月14日）戦争を知らない子供たち/ジローズ
- 第288回（2019年4月21日）ルパン三世その2/チャーリー・コーセイ
- 第289回（2019年4月28日）FLYING IN THE SKY/影山ヒロノブ
- 第290回（2019年5月5日）帰らざる日々/アリス
- 第291回（2019年5月12日）虫歯建設株式会社 / 速水けんたろう・茂森あゆみ
- 第292回（2019年5月19日）Don't wanna cry / 安室奈美恵
- 第293回（2019年5月26日）異邦人/久保田早紀
- 第294回（2019年6月2日）DANCING STAR/小林泉美
- 第295回（2019年6月9日）番組内でかけたいナイスな曲はお休み
- 第296回（2019年6月16日）ドラマティック・レイン/稲垣潤一
- 第297回（2019年6月23日）慟哭/工藤静香
- 第298回（2019年6月30日）東京砂漠/前川清
- 第299回（2019年7月7日）Gメン'75のテーマ
- 第300回（2019年7月14日）瑠璃色の地球/松田聖子
- 第301回（2019年7月21日）番組内でかけたいナイスな曲はお休み
- 第302回（2019年7月28日）明日があるさ/Re:Japan
- 第303回（2019年8月4日）上海ハニー/ORANGE RANGE
- 第304回（2019年8月11日）さあ冒険だ/和田アキ子
- 第305回（2019年8月18日）夏祭り/Whiteberry
- 第306回（2019年8月25日）夢伝説/スターダストレビュー
- 第307回（2019年9月1日）SEVEN DAYS WAR/TM NETWORK
- 第308回（2019年9月8日）日々/吉田山田
- 第309回（2019年9月15日）カナダからの手紙/平尾昌晃・畑中葉子
- 第310回（2019年9月22日）夫婦みち/オーロラ輝子
- 第311回（2019年9月29日）闘魂こめて/渡辺正典とヒット･エンド･ラン
- 第312回（2019年10月6日）Fighting Gold/coda
- 第313回（2019年10月13日）風ノ唄/FLOW
- 第314回（2019年10月20日）惚れた女が死んだ夜は/小林旭
- 第315回（2019年10月27日）プカプカ/西岡恭蔵
- 第316回（2019年11月3日）恋焦がれて見た夢/絢香
- 第317回（2019年11月10日）星が瞬くこんな夜に/supercell
- 第318回（2019年11月17日）Lemon/米津玄師　①
- 第319回（2019年11月24日）悲しくてやりきれない/ザ・フォーク・クルセダーズ
- 第320回（2019年12月1日）ミラクル・ガール/永井真理子
- 第321回（2019年12月8日）まもりたい ～White Wishes～/BoA
- 第322回（2019年12月15日）カントリーロード/栗コーダーカルテット
- 第323回（2019年12月22日）Shining Tears/保志総一朗
- 第324回（2019年12月29日）番組内でかけたいナイスな曲はお休み
- 第325回（2020年1月5日）番組内でかけたいナイスな曲はお休み
- 第326回（2020年1月12日）Lemon/米津玄師　②
- 第327回（2020年1月19日）窓ガラス/研ナオコ
- 第328回（2020年1月26日）君のAnswer/林原めぐみ
- 第329回（2020年2月2日）星のうつわ/スキマスイッチ
- 第330回（2020年2月9日）まちがいさがし/菅田将暉
- 第331回（2020年2月16日）Winter,again/GLAY
- 第332回（2020年2月23日）シークレット カクレンジャー/トゥー・チー・チェン
- 第333回（2020年3月2日）And I Love Car/奥田民生
- 第334回（2020年3月8日）風になりたい/THE BOOM
- 第335回（2020年3月15日）ストロー/aiko
- 第336回（2020年3月22日）紅蓮華/LiSA
- 第337回（2020年3月29日）白日/King Gnu
- 第338回（2020年4月5日）サヨナラ/GAO
- 第339回（2020年4月12日）JOURNEY/内田雄馬
- 第340回（2020年4月19日）Doubt & Trust 〜ダウト&トラスト〜/access
- 第341回（2020年4月26日）メダルあげます/横山だいすけ＆三谷たくみ
- 第342回（2020年5月3日）お嫁サンバ/郷ひろみ
- 第343回（2020年5月10日）ふたりの夏物語/杉山清貴
- 第344回（2020年5月17日）アメリカでは/ピチカート・ファイヴ
- 第345回（2020年5月24日）Z・刻をこえて-Better Days Are Coming-/鮎川麻弥
- 第346回(2020年5月31日）HEART MOVING/高松美砂絵
- 第347回（2020年6月7日）Forever Memories/w-inds
- 第348回（2020年6月14日）1974 (16光年の訪問者)/TM NETWORK
- 第349回（2020年6月21日）素敵な君/RAZZ MA TAZZ
- 第350回（2020年6月28日）JUNK LAND/玉置浩二
- 第351回（2020年7月5日）ぺ・ぺ・ぺのぺ/西村朋紘
- 第352回（2020年7月12日）Still/Skoop On Somebody
- 第353回（2020年7月19日）Why/絢香
- 第354回（2020年7月26日）がじゃいも/とんねるず
- 第355回（2020年8月2日）C-Girl/浅香唯
- 第356回（2020年8月10日）Pretender/Official髭男dism
- 第357回（2020年8月16日）東京 Bay Side Club/米米CLUB
- 第358回（2020年8月23日）だいすき/岡村靖幸
- 第359回（2020年8月30日）イージュー★ライダー/奥田民生
- 第360回（2020年9月6日）どうしますか、あなたなら/阿部真央
- 第361回（2020年9月13日）おどるポンポコリン/B.B.クィーンズ
- 第362回（2020年9月20日）HEARTへようこそ/古川登志夫
- 第363回（2020年9月27日）Lemon/米津玄師　③
- 第364回（2020年10月4日）白い雲のように/F-BLOOD
- 第365回（2020年10月11日）SWEET MEMORIES/松田聖子
- 第366回（2020年10月18日）泣かないぞェ/鈴木蘭々
- 第367回（2020年10月25日）PIECE OF MY WISH/今井美樹
- 第368回（2020年11月1日）Lemon/米津玄師　④
- 第369回（2020年11月8日）六甲おろし/唐渡吉則
- 第370回（2020年11月15日）振り子/Uru
- 第371回（2020年11月22日）キャンプだホイ/マイク眞木
- 第372回（2020年11月29日）赤いスイートピー/松田聖子
- 第373回（2020年12月6日）みちくさ/浜田省吾
- 第374回（2020年12月13日）A.S.A.P./Little Kiss
- 第375回（2020年12月20日）Raspberry Dream/レベッカ
- 第376回（2020年12月27日）番組でかけたいナイスな曲はお休み
- 第377回（2021年1月4日）番組でかけたいナイスな曲はお休み
- 第378回（2021年1月10日）Radio Prayer/櫻井孝宏＆井口裕香
- 第379回（2021年1月17日）Imitation Rain/SixTONES
- 第380回（2021年1月24日）見たこともない景色/菅田将暉
- 第381回（2021年1月31日）ハロー・グッバイ/柏原芳恵
- 第382回（2021年2月7日）“らしく”いきましょ/Meu
- 第383回（2021年2月14日）Give a reason/林原めぐみ
- 第384回（2021念2月21日）蝋人形の館/聖飢魔II
- 第385回（2021年2月28日）炎/LiSA
- 第386回（2021年3月8日）ドリーム・シティ・ネオ・トキオ/HARRY
- 第387回（2021年3月14日）シャングリラ/Acid Black Cherry
- 第388回（2021年3月22日）愛が止まらない ～Turn it Into Love～/Wink
- 第389回（2021年3月28日）ね～え？/松浦亜弥
- 第390回（2021回4月5日）カルアミルク/岡村靖幸
- 第391回（2021年4月11日）Spirit/Project D.M.M.
- 第392回（2021年4月18日）マツケンサンバII/松平健
- 第393回（2021年4月26日）SAKURA/いきものがかり
- 第394回（2021年5月3日）ギザギザハートの子守唄/チェッカーズ
- 第395回（2021年5月10日）かつて天才だった君たちへ/CreepyNuts
- 第396回（2021年5月17日）マイペース/ SunSetSwish
- 第397回（2021年5月24日）ケ・セラ・セラ/ペギー葉山
- 第398回（2021年5月31日）abnormalize/凛として時雨
- 第399回（2021年6月7日）男と女のラブゲーム/日野美歌・葵司朗
- 第400回（2021年6月13日）リクエストコーナーはおやすみ
- 第401回（2021年6月21日）この世界の好きなところ/鈴村健一
- 第402回（2021年6月28日）ミッドナイトデカレンジャー/ささきいさお
- 第403回（2021年7月5日）PEACH/大塚愛
- 第404回（2021年7月12日）LOVEトロピカーナ/SisterMAYO
- 第405回（2021年7月19日）INTENTION/鈴村健一
- 第406回（2021年7月26日）ふたりの夏物語/杉山清貴
- 第407回（2021年8月2日） あらいぐまラスカルOPテーマ　ロックリバーへ/大杉久美子
- 第408回（2021年8月9日）飛んでイスタンブール/庄野真代
- 第409回（2021年8月16日） でてこいとびきりZENKAIパワー!/MANNA
- 第410回（2021年8月23日）HOT SPICE /REBECCA
- 第411回（2021年8月30日）Infinity /Girl next door
- 第412回（2021年9月6日） GO-GO たまごっち! /ならゆりあ
- 第413回（2021年9月13日） 五星戦隊ダイレンジャー/NEW JACK 拓郎
- 第414回（2021年9月20日） Tacata'/ MAX
- 第415回（2021年9月27日）君しか勝たん/日向坂46
- 第416回（2021年10月4日）おさかな天国/柴谷裕美
- 第417回（2021年10月11日） Funny Bunny/the pillows
- 第418回（2021年10月18日）ロトのテーマ/ ドラゴンクエストIII サウンドトラックより
- 第419回（2021年10月25日）組曲オバタリアンのテーマ/真心ブラザーズ
- 第420回（2021年11月1日） EQUALロマンス/CoCo
- 第421回（2021年11月8日）LOSER/米津玄師
- 第422回（2021年11月15日）ポコニャン音頭/ リン・M・ハリス
- 第423回（2021年11月22日）くものいと/鈴村健一
- 第424回（2021年11月29日）ショコラに夢中/野本かりあ
- 第425回（2021年12月6日）リクエストはおやすみ
- 第426回（2021年12月13日）ぼくはカリメロ/山崎リナ
- 第427回（2021年12月20日）ありがとう/井上陽水奥田民生
- 第428回（2021年12月26日）Lemon/米津玄師　⑤
- 第429回（2022年1月3日）一月一日/後藤真希・石川梨華・高橋愛・小川麻琴
- 第430回（2022年1月10日）買物ブギー/ 笠置シヅ子
- 第431回（2022年1月17日）とべとべおねいさん/のはらしんのすけ&アクション仮面
- 第432回（2022年1月24日）ウルフハリケーン/ヤムチャ（CV:古谷徹）
- 第433回（2022年1月31日） 限界突破×サバイバー/氷川きよし
- 第434回（2022年2月07日）かくれんぼ/White berry
- 第435回（2022年2月14日）がじゃいも/とんねるず
- 第436回（2022年2月21日）笑ってサヨナラ/吉本坂46
- 第437回（2022年2月28日）少年期/武田鉄矢
- 第438回（2022年3月7日）Believe
- 第439回（2022年3月14日）ランバダ/石井明美
- 第440回（2022年3月21日）歓喜の歌/藤山一郎
- 第441回（2022年3月22日）少年よ我に帰れ/やくしまるえつこメトロオーケストラ
- 第442回（2022年4月4日）タキシード・ミラージュ/三石琴乃・富沢美智恵・久川綾・篠原恵美・深見梨加
- 第443回（2022年4月11日） 青い栞/Galileo Galilei
- 第444回（2022年4月18日）ユカイツーカイ怪物くん/野沢雅子
- 第445回（2022年4月25日）死神/米津玄師
- 第446回（2022年5月2日）Prime Sunday/櫻井孝宏・P.S.元気です。孝宏スタッフ
- 第447回（2022年5月9日）恋のマジックポーション/すかんち
- 第448回（2022年5月16日）Rydeen/イエロー・マジック・オーケストラ
- 第449回（2022年5月23日）TIMEシャワーに射たれて/久保田利伸
- 第450回（2022年5月30日）神さまヘルプ！/チェッカーズ
- 第451回（2022年6月6日）初戀は柘榴色/中原麻衣・櫻井孝宏
- 第452回（2022年6月13日）一途/King Gnu（カラオケ音源/協力:JOYSOUND）歌:Sasaking Gnu
- 第453回（2022年6月20日）おれはジャイアン様だ！/たてかべ和也
- 第454回（2022年6月27日）ラブ・ラブ・ミンキーモモ/ ANIMETAL LADY
- 第455回（2022年7月4日）サマータイム　ブルース/渡辺美里
- 第456回（2022年7月11日）SWEET MEMORIES /松田聖子
- 第457回（2022年7月18日）グロウアップ/Hysteric Blue
- 第458回（2022年7月25日）Lemon/米津玄師　⑥
- 第459回（2022年8月1日）メトロポリタン美術館/大貫妙子
- 第460回（2022年8月8日）BELIEVE IN LOVE /LINDBERG
- 第461回（2022年8月15日）まぼろし/ Can/goo
- 第462回（2022年8月22日）マジLOVE1000%/ST☆RISH
- 第463回（2022年8月29日）NEVER END/安室奈美恵
- 第464回（2022年9月5日）STILL LOVE HER （失われた風景）/TM NETWORK
- 第465回（2022年9月12日）Hello!/YUKI
- 第466回（2022年9月19日）あー夏休み/TUBE
- 第466回（2022年9月26日）再放送の為、同上
- 第467回（2022年10月3日）炎のたからもの/BOBBY
- 第468回（2022年10月9日）仰げば尊し/コロンビア合唱団
- 第469回（2022年10月17日）殿方ごめん遊ばせ/南翔子
- 第470回（2022年10月24日）リクエスト曲はおやすみ。

## ゲスト
- 第312回（2019年10月6日）  叶美香
- 第401回（2021年6月21日）前野智昭
- 第405回（2021年7月19日）鈴村健一
- 第425回（2021年12月6日）島﨑信長

## 公開イベント
櫻井孝宏、発表。
- 2013年9月15日（日） - 星陵会館
このイベントの最後に、本ラジオ番組の開始が発表された。

P.S.しゃべります。孝宏
- 2014年1月26日（日） - ニッショーホール
第14回（2014年1月12日）放送にて開催発表。[40]
このイベントに際し件名「しゃべります」にてメールの募集が行われた。

P.S.しゃべります。孝宏 vol.2
- 2014年5月11日（日） - 星陵会館
第20回（2014年2月23日）放送にて開催発表。[42]
第30回（2014年5月4日）放送にて本イベントに際し件名「しゃべります」にてメールの募集が行われた。

P.S.しゃべります。孝宏 vol.3
- 2014年8月31日（日）- 星陵会館
第38回（2014年6月29日）放送にて開催発表。[44]
第43回（2014年8月3日）放送にて本イベントに際し件名「しゃべりますのテーマ」にてイベントコーナーの募集が行われた。[45]
第45回（2014年8月17日）放送にて本イベントに際し件名「しゃべります」にてメールの募集が行われた。[46]

P.S.夜です。孝宏
- 2014年9月7日（日） - 新宿ロフトプラスワン
第38回（2014年6月29日）放送にて開催発表。[44]
第46回（2014年8月24日）放送にて本イベントに際し件名「鬼ワード」にてひとり１通のみの渾身の鬼１ワードメールの募集が行われた。[47]

P.S.しゃべります。孝宏 Vol.4
- 2014年12月21日（日） - ヒューリックホール
第54回（2014年10月19日）放送にて開催発表。[49]
第59回（2014年11月23日）放送にて本イベントに際し件名「しゃべりますテーマ」にてメールの募集が行われた。締切は2014年11月30日午前1時。
第61回（2014年12月7日）放送にて本イベントに際し件名「しゃべりますメール」にてメールの募集が行われた。締切は2014年12月14日午前0時半。

P.S.しゃべります。孝宏 Vol.5
- 2015年3月29日（日） - 星陵会館
第67回（2015年1月18日）放送にて開催発表。
第74回（2015年3月8日）放送にて本イベントに際し件名「しゃべりますテーマ」にてトークテーマの募集が行われた。締切は2015年3月15日。
第75回（2015年3月15日）放送にて本イベントに際し件名「しゃべりますメール」にてメールの募集が行われた。締切は2015年3月22日。

P.S.夜です。孝宏 二軒目
- 2015年4月5日（日） - 新宿ロフトプラスワン
第67回（2015年1月18日）放送にて開催発表。
第77回（2015年3月29日）放送にて本イベントに際し件名「鬼ワード」にてひとり１通のみ募集が行われた。

P.S.しゃべります。孝宏 Vol.6 ～お誕生日会～
- 2015年6月13日（土） - 秋葉原UDXギャラリー
第82回（2015年5月3日）放送にて開催発表。初のドレスコードが設けられた。
第86回（2015年5月31日）放送にて本イベントに際し件名「しゃべりますメール」にてメールの募集が行われた。締切は2015年6月7日。

｢P.S.元気です。孝宏」公開収録 ～チャオPOP大賞 新潟店最優秀賞獲得記念～
- 2015年8月30日（日） - 新潟駅前カルチャーセンター9F大ホール
第97回（2015年8月16日） 放送にて最優秀チャオポップ大賞店舗が発表された。

P.S.しゃべります。孝宏 Vol.7
- 2015年10月4日（日） - ベルサール御成門駅前
第99回（2015年8月30日）放送にて開催発表。
第103回（2015年9月27日）放送にて本イベントに際し件名「しゃべります」にてメールの募集が行われた。

P.S.夜です。孝宏 三軒目
- 2015年10月4日（日） - 新宿ロフトプラスワン
第99回（2015年8月30日）放送にて開催発表。

P.S.しゃべります。孝宏 Vol.8
- 2015年12月27日（日） - 星陵会館
第105回（2015年10月11日）放送にて開催発表。
第113回（2015年12月6日）放送にて本イベントに際し件名「しゃべります」にてメールの募集が行われた。

P.S.しゃべります。孝宏 Vol.9
- 2016年4月3日（日） - 星陵会館
第121回（2016年1月31日）放送にて開催発表。
第129回（2016年3月27日）放送にて本イベントに際し件名「しゃべります」にてメールの募集が行われた。

P.S.しゃべります。孝宏 Vol.10
- 2016年6月12日（日） - 星陵会館
第132回（2016年4月17日）放送にて開催発表。
第139回（2016年6月5日）放送にて本イベントに際し件名「しゃべります」にてメールの募集が行われた。
- 記念グッズ販売。開催10回を記念して「P.S.しゃべります。孝宏 やったね10回アニバーサリーTシャツ」が当日会場にて販売された。[57] 在庫のみの限定数量を2016年6月14日20時からセカンドショット通販にて販売。発売2分で完売となった。[58]

P.S.夜です。孝宏 四軒目
- 2016年8月21日（日） - 新宿ロフトプラスワン
第143回（2016年7月3日）放送にて開催発表。[60]
第149回（2016年8月14日）放送にて本イベントに際し件名「夜です」にてメールの募集が行われた。

P.S.しゃべります。孝宏 Vol.11
- 2016年10月2日（日） - 星陵会館
第147回（2016年7月31日）放送にて開催発表。
第155回（2016年9月25日）放送にて本イベントに際し件名「しゃべります」にて鬼盛り上がるふつおたメールの募集が行われた。

P.S.しゃべります。孝宏 Vol.12
- 2016年12月25日（日） - 星陵会館
第157回（2016年10月9日）放送にて開催発表。
第167回（2016年12月18日）放送終了後、「Take it オージー!! ツイッター」にて本イベントに際し件名「しゃべります」にて鬼盛り上がるエピソードの募集が行われた。[63]

P.S.しゃべります。孝宏 Vol.13
- 2017年3月19日（日） - 星陵会館
第171回（2017年1月15日）放送にて開催発表。
第178回（2017年3月5日）放送にて本イベントに際し件名「しゃべります」にて鬼盛り上がるふつおたメールの募集が行われた。

P.S.しゃべります。孝宏 Vol.14
- 2017年6月11日（日） - 星陵会館
第181回（2017年3月26日）放送にて開催発表。[66]
第191回（2017年6月4日）放送にて本イベントに際し件名「しゃべります」にて鬼盛り上がるふつおたメールの募集が行われた。[67]

P.S.しゃべります。孝宏 Vol.15
- 2017年9月17日（日） - 星陵会館
第195回（2017年7月2日）放送にて開催発表。

P.S.しゃべります。孝宏 Vol.16
- 2017年12月24日（日） - 星陵会館
第210回（2017年10月15日）放送にて開催発表。
第218回（2017年12月10日）放送にて本イベントに際し件名「しゃべります」にて鬼盛り上がるふつおたメールの募集が行われた。

P.S.しゃべります。孝宏 Vol.17
- 2018年4月1日（日） - 星陵会館
第223回（2018年1月21日）放送にて開催発表。
第230回（201年3月11日）放送にて本イベントに際し件名「しゃべります」にて鬼盛り上がるふつおたメールの募集が行われた。twitter 2018-3-19

P.S.しゃべります。孝宏 Vol.18
- 2018年6月10日（日） - 星陵会館
第234回（2018年4月8日）放送にて開催発表。
第241回（2018年5月27日）放送にて本イベントに際し件名「しゃべります」にて鬼盛り上がるふつおたメールの募集が行われた。

P.S.しゃべります。孝宏 Vol.19
- 2018年9月9日（日） - 星陵会館
第248回（2018年7月15日）放送にて開催発表。
第255回（2018年9月2日）放送にて本イベントに際し件名「しゃべります」にて鬼盛り上がるふつおたメールの募集が行われた。

P.S.しゃべります。孝宏 Vol.20
- 2018年12月23日（日） - 星陵会館
第260回（2018年10月7日）放送にて開催発表。
第270回（2018年12月16日）放送にて本イベントに際し件名「しゃべります」にて鬼盛り上がるふつおたメールの募集が行われた。

P.S.しゃべります。孝宏 Vol.21
- 2019年4月7日（日） - 星陵会館
第276回（2019年1月27日）放送にて開催発表。
第285回（2019年3月31日）放送にて本イベントに際し件名「しゃべります」にて鬼盛り上がるふつおたメールの募集が行われた。

P.S.しゃべります。孝宏　Vol.22
- 2019年6月9日（日） - サイエンスホール
第287回（2019年4月14日）放送にて開催発表。
第293回（2019年5月26日）放送にて本イベントに際し件名「しゃべります」にて鬼盛り上がるふつおたメールの募集が行われた。

P.S.しゃべります。孝宏  Vol.23
- 2019年9月15日（日） - 星陵会館
第298回（2019年6月30日）放送にて開催発表。
第306回（2019年8月25日）放送にて本イベントに際し件名「しゃべります」にて鬼盛り上がるふつおたメールの募集が行われた。

P.S.しゃべります。孝宏 Vol.24
- 2019年12月22日（日） - 星陵会館
第313回（2019年10月13日）放送にて開催発表。

P.S.しゃべります。孝宏 Vol.25
- 2020年9月13日（日）- サイエンスホール→星陵会館
第329回（2020年4月5日）放送にて開催発表。
新型コロナウィルスの影響を受けて延期を発表。
代替としてYouTube・ニコニコ動画のセカンドショットチャンネルにて4月5日17:30～生配信。後日有料アーカイブ配信。
第338回（2020年4月5日）にて日程を再発表。
第343回（2020年5月10日）にて新型コロナウイルスによる影響を受けて中止を発表。
代替としてYouTube・ニコニコ動画のセカンドショットチャンネルにて6月13日に生配信。チケット購入者のみ視聴可能。
第348回（2020年6月14日）にて日程を再発表。開催場所も変更。
通常開催を中止。下記のイベントに変更。

P.S.どうやらしゃべりたいんです孝宏
- 2020年9月13日（日）17時30分～ - ニコニコ動画せかんどちょっとチャンネル
P.S.しゃべります。孝宏 Vol.25の中止に伴い、第359回（2020年8月30日）にて配信発表。

P.S.どうやらしゃべりたいんです。孝宏 第2便
- 2020年12月20日（日）17時30分～ - ニコニコ動画せかんどちょっとチャンネル
- 第372回（2020年11月29日）にて配信発表。
- 第373回放送にて本イベントに際して「しゃべります」にて鬼盛り上がるふつおたメールの募集が行われた。

P.S.どうやらしゃべりたいんです。孝宏 第3便
- 2021年3月21日（日）17時30分～ - ニコニコ動画せかんどちょっとチャンネルにて配信

櫻井孝宏の誕生日2021
- 2021年6月13日（日）17時30分～　星稜会館 - ニコニコ動画せかんどちょっとチャンネルにて配信。

P.S.しゃべります？孝宏 
- 2021年12月19日（日）17時30分〜 - 星陵会館
通常の半分の客席を使い開催予定。
ニコニコ動画「セカンドちょっとチャンネル」にて同時配信予定。
- 第426回（2021/12/13）に、「しゃべります？」用のおたよりが募集された。

P.S.どうやらしゃべりたいんです。孝宏 第4便　
- 2022年3月15日（日）15時00分〜
ニコニコ動画「セカンドちょっとチャンネル」にて配信。
- P.S会議で話し合いたい議題を募集。

櫻井孝宏の誕生日イブ2022
- 2022年6月12日（日）15:00開場　16:00開演　-浅草橋ヒューリックホール
ニコニコ動画「セカンドちょっとチャンネル」から抽選応募。抽選参加は会員のみ。
- 当日、ニコニコ動画にて同時配信される。イベントは会場に来た人へ向けた内容となる。
- 第451回（2022年6月6日）イベント用のメールが募集された。

P.S.どうやらしゃべりたいんです。孝宏 第5便　
- 2022年9月4日（日）17時30分開演　-星稜会館
座席数を半分に星稜会館にて開催。ニコニコ動画「セカンドちょっとチャンネル」にて同時配信された。

## 企画
DVD企画
- 第5回（2013年11月10日）放送にて"あなたが観たい「櫻井孝宏」"の募集開始。[84]
- 第28回（2014年4月20日）放送にて「P.S.元気です。孝宏」番組DVD『P.S.元気です。孝宏 FUWAKUWAKUさせてよ』発売決定。同時に"あなたが観たい「櫻井孝宏」"の募集終了。[85]

ステッカーばらまき企画
- 第7回（2013年11月24日）放送にて「ゲンキマンスタッフを探せ！作戦」を発表。[86]。2014年3月末日をもって一時終了。[87]

フランス土産プレゼント企画
- 第26回（2014年4月6日）放送。構成作家 色川先生からフランス土産が限定3名にプレゼント。「おっ！と気になるフランス豆知識」を募集。[88]

P.S. 元気です。孝宏放送1周年記念企画
- 2014年10月は「P.S. 元気です。孝宏1周年記念」と題し、ゲンキマンステッカーとメンノンマンステッカーの2枚を配布する放送1周年のプチ企画、Wステッカーチャンスを実施。[89]
- 第55回（2014年10月26日）放送はこれまでの新コーナー宛のメールを募集。件名に「〇〇コーナー宛」と記載。[90]

お正月プレゼント企画
イタリアお土産プレゼント企画
- 第102回（2015年9月20日）放送。DVD収録の際に購入したイタリア土産を限定6名にプレゼント。件名に「プレゼント」本文にお土産の番号とキーワードを書いて応募。

プレゼントのコーナー
- 第118回（2016年1月10日）放送。件名に「お土産」、本文にお土産の番号を書いて応募。

「P.S.元気です。チャオチャオチャーオ孝宏」 ～もういっそチャオなんじゃない！？上映会～
- 第151回（2016年8月28日）放送にて「P.S.元気です。チャオチャオチャーオ孝宏」上映会の開催を発表。

2016年10月2日（日） - サンパール荒川 大ホール
旧正月だよ☆お土産 大プレゼント大会!!
- 第173回（2017年1月29日）放送。件名にキーワード、本文に欲しいプレゼントの番号を書いて応募。

今月のハッシュタグPS元気マン大賞
- 第195回（2017年7月2日）に開催発表。2017年7月より試験的に開始。
- 「#psgenki」をつけて呟かれたツイートの中から、その月もっとも元気マンだったツイートを番組が選びステッカーをプレゼント。

「P.S.元気です。孝宏～オーロラナイトイッポン～」櫻井孝宏と見るDVD上映会
- 新型コロナウイルスの影響により中止。代替としてYouTubeにて5月24日（日）14時～限定公開・生配信。「P.S.元気です。孝宏～オーロラナイトイッポン～」の購入者のみ視聴可能。

P.S.みんなで元気な上映会
- ニコニコ動画「せかんどちょっとちゃんねる」にて発売しているDVDを鑑賞。

P.S.GENKI WORKOUT
- 2021年6月13日、櫻井孝宏47歳の誕生日にて行われた、1日限りのYouTuber体験企画のひとつ。YouTubeセカンドちょっとチャンネルに公開された。

オリジナルアイコン企画
- 第447回（2022年5月9日）に発表。

P.S.元気な靴下企画で書き下ろされたイラストがTwitterアイコンとして配布された。

## 関連商品

### DVD
- P.S.元気です。孝宏 FUWAKUWAKUさせてよ（完全数量限定商品／発売日：2014年6月13日）[96]
  - 2014年4月27日24時半よりセカンドショット通販にて予約受付開始[97]。DVD3枚に1枚の確率で櫻井孝宏のリアルガチプリクラ封入。2014年8月15日～17日開催コミックマーケット86セカンドショットブース（西4階企業ブース 番号：641）[98]で限定販売。税込3000円以上購入者に、セカンドショット全番組出演者からの番組PRコメント入りのスペシャルCDをプレゼント。
  - 2016年11月4日にアニメイト限定販売商品として復刻発売開始。[99]

- P.S.元気です。チャオチャオチャ～オ孝宏（アニメイト独占販売／発売日：2015年8月28日予定）[100]
  - 初回封入特典：チャオブロ（ブロマイド）が6種類のうちランダムで1枚封入
  - 予約特典：DVD「P.S.元気です。孝宏 ～Versione speciale（ヴェルシィオーネ スペチャーレ）～」（イタリアでのラジオ収録の模様が収録されている。その一部は第87回（2015年6月7日）で放送された。）[101]
  - アニメイト限定企画：「アニメイトチャオPOPコンテスト」全国のアニメイトで展開。最優秀に輝いた店舗に櫻井孝宏＆番組スタッフが訪問し2015年8月30日に公開録音を開催。（店舗で実施できない場合は、近くの会場での実施を予定）受賞店舗での購入者が公開録音の参加対象。[102]
  - 第二弾DVDテーマは「旅」。"あなたが観たい「櫻井孝宏」"の募集で「旅行記がみたい」が2番目に多かったこともあり制作が決定した。準備期間は約1年半。[103]
  - 第97回（2015年8月16日）放送終了後よりツイッチャオアイコンを番組ブログにて配布開始。[104]

- P.S.元気です。孝宏～Take it オージー!!～[105]（アニメイト独占販売／発売日：2016年11月4日予定）[106]
  - 2016年6月27日から予約開始。
  - 初回封入特典：オリジナルブロマイド、通称「岩ブロ」が6種類のうちランダムで1枚封入。
  - 予約特典：全額内金予約者を対象に、櫻井孝宏と観る「オーストラリア旅行記映像上映会」シリアルコード付きの参加抽選申込用紙を配布。その用紙記載の方法にて応募。
  - 2016年8月21日「アニメイトAKIBAガールズステーション」にてプレ試写会を開催。参加者には「Take it オージー!!」クリアおじんファイルを配布。[107]
  - 「アニメイトさん・クリアファイルお配り巡業」2016年9月17日、18日に番組スタッフによる配布会を開催。アニメイト札幌店、仙台店、新潟店、大宮店、横浜店、静岡店、名古屋店、梅田店、三宮店、福岡天神店、小倉店にて配布。[108]
  - 「Take it オージー!! ツイッター」開始[109]。Twitterアカウント「@ps_aussie」,名称「P.S.元気です。孝宏＠Take it オージー」,ハッシュタグ「psオージー」。
  - 第156回（2016年10月2日）放送にてジャケットが初お披露目された。
  - 第157回（2016年10月9日）放送終了後よりツイッチャオアイコンを番組ブログにて配布開始。[110]
  - 第160回（2016年10月30日）放送終了後よりTake it オージーツイッターキャンペーン開始。[111]

- P.S.元気です。孝宏～コインおじさんと鉄の貴婦人～[112]（アニメイト独占販売／発売日：2017年11月3日予定）[113]
  - 2017年6月19日から予約開始。
  - 初回封入特典：オリジナルブロマイド、通称「サヴァブロ」が6種類のうちランダムで1枚。
  - 予約特典：全額内金予約者を対象に、櫻井孝宏と観る「DVD映像上映会」の参加抽選申込用紙を配布。開催場所は東京、大阪。
  - 第202回（2017年8月20日）放送終了後よりオリジナルtwitterアイコン3種類を番組ブログにて配布開始。[114]
  - 2017年10月7日より全国アニメイトにてオリジナルポケットティッシュの配布を開始。[115]

- P.S.元気です。孝宏 ～Lyfting Drive U.S.A～[116]（アニメイト独占販売／発売日：2018年12月28日）[117]
  - 第247回（2018年7月8日）放送「ジェルス＆シスコムーンのコーナー」にて制作発表。
  - 2018年8月6日から予約開始。
  - 封入特典：オリジナルブロマイド、通称「ワサブロ」が6種類のうちランダムで1枚。
  - 予約特典：全額内金予約者を対象に、櫻井孝宏と観る「DVD映像上映会」の参加抽選申込用紙を配布。開催場所は東京、大阪。
  - P.S.元気です。孝宏 5th アニバーサリーキャンペーン!（旧作購入でも可。旧作は2018年12月28日(金)再発売。）[118]
    - 第1弾 2018年8月6日～2018年9月30日までにDVD予約でアニバーサリー缶バッジプレゼント
    - 第2弾 2018年10月１日～2018年11月30日までにDVD予約でクリアファイルをプレゼント

  - 2018年12月3日よりオリジナルtwitterアイコン4種類を番組サイトにて配布開始。[119]

- P.S.元気です。孝宏 ～オーロラナイトイッポン～ [120]（アニメイト独占販売／発売日：2020年2月28日）[121]
  - 第309回（2019年9月15日）「お待たせしました。今年もDVD発売するよのコーナー」にて製作発表。
  - 2019年10月29日から予約開始。
  - 封入特典：オリジナルブロマイド、通称「ダムブロ」が6種類のうちランダムで1枚。
  - 予約特典：全額内金予約者を対象に、櫻井孝宏と観る「DVD映像上映会」の参加抽選申込用紙を配布。開催場所は東京、大阪。
  - 2020年1月19日よりオリジナルtwitterアイコン3種類を番組サイトにて配布開始

- P.S.キャンプです。孝宏（アニメイト独占販売/発売日：2021年3月26日）
  - 第315回(2020年10月25日)にて発表。
  - 2020年11月16日から予約開始。
  - アニメイト特典：オリジナルブロマイド、通称「ギアブロ」が3種類のうちランダムで1枚封入。

- P.S.おでかけです。孝宏 [122]（アニメイト・セカンドショット通販にて販売／発売日：2022年3月25日）
  - 第405回（2021年7月19日）鈴村健一ゲスト回に発表。今回は、鈴村も参戦することが決定した。
  - 第423回（2021年11月22日）DVD企画のロケ地、河口湖にて鈴村健一と共に収録したラジオが放送された。
  - 2021年11月15日から予約開始。
  - 封入特典：櫻井孝宏&鈴村健一のオリジナルブロマイド、通称「富士ブロ」が4種類のうちランダムで1枚封入。
  - アニメイト購入特典：応募者限定配信イベントを予定
  - セカンドショット通販購入特典：オリジナルステッカー1枚封入
  - DVD企画は海外への旅を主とするため、前回の「キャンプです。孝宏」を6.5弾とし、今回の「おでかけです。孝宏」は、6.8弾とした。

### オリジナルグッズ
- Take it オージー!!トランプ[123]
  - 第163回（2016年11月20日）放送にてオリジナルグッズの発売発表。
  - 2016年12月25日(日)「P.S.しゃべります。孝宏 vol.12」の会場で販売開始。2016年12月29日（木)から東京ビッグサイトで開催される「コミックマーケット91」のセカンドショットブースでも販売。セカンドショット通販で2017年より一般発売予定。[124]
  - 第171回（2017年1月15日）放送終了後、2017年1月16日(月)よりセカンドショット通販で販売開始。[125]
  - 封入特典：「ゲンキマンカード」「メンノンマンカード」「セクソマンカード」のうちランダムで1枚、封入予定（予定数未定）。[124]

- オリジナルTシャツ
- オリジナルエコバッグ
  - 第374回（2020年12月13日）放送にてオリジナルグッズの発売発表。
  - セカンドショット通販で完全受注生産。予約期間は2020年12月13日～2021年1月11日まで。発送は2021年2月末予定。
  - 封入特典：セット購入で「水飲みマン」「ガードマン」「クルマン」からランダムで1枚プレゼント。

- P.S.元気な靴下セット
  - 櫻井孝宏の誕生日2021(2021年6月13日)動画配信イベント内にて発売発表。
  - セカンドショット通販で完全受注生産。予約期間は2021年6月13日～2021年7月12日まで。
  - 放送第420回にて再販決定が発表された。受注受付は2021年11月2日〜11月22日まで。
  - 「シャーベット三銃士」カラーはラベンダー、サクラ、メロン。
  - 「バレソツアガ」カラーは、ホワイト、ブラック、グレー。
  - 「あったかいんだカラー」カラーは、スカーレット、ゴールド、杢ベージュ。
  - 3足1セットそれぞれに、櫻井孝宏描き下ろしイラスト入りの帯が巻かれた。
  - 稲坂莫大小製造株式会社による制作。

- P.S.GENKIな新グッズ[126]
  - 2022年9月5日　「しゃべりたいんです。孝宏　第5便」にて、オリジナルグッズのビジュアル発表。
  - 2022年9月18日から、セカンドショット通販で発売。
  - 【P.S.元気です。孝宏　ビッグシルエットTEE Tシャツ】受注生産
  - 【イケおじ付箋&クリーチャー付箋】数量限定販売
  - 【マグカップ（グラス/サーモ/トーキ】数量限定販売